# Notas críticas sobre la cuestión nacional
Notas críticas sobre la cuestión nacional es un ensayo escrito por Lenin en 1913 y publicado por partes en los números 10, 11 y 12 de la revista Prosveschéniye. Lenin esboza una teoría que más adelante desarrollará en El derecho de las naciones a la autodeterminación a propósito del surgimiento de movimientos de autonomía nacional. 

## Argumento
Para Lenin: 

la democracia obrera exige: ningún privilegio en absoluto para ninguna nación o idioma; solución libre y democrática por completo del problema de la autodeterminación política de las naciones, es decir, de su separación como Estado; promulgación de una ley general para todo el país que declare ilegítima y sin vigor toda medida  que instituya cualquier privilegio para una de las naciones.

Lenin niega que los movimientos nacionalistas puedan constituir un frente de lucha adecuado para enfrentar la dominación burguesa. En cambio, afirma que la única forma de lucha no es una que aúne a los oprimidos bajo una cultura nacional, sino bajo al opresión de la clase, "[l]a consigna de la democracia obrera no es la "cultura nacional", sino la cultura internacional de la democracia y del movimiento obrero mundial.". Lenin niega efectividad a la cultura nacional como posibilidad revolucionaria porque está ligada siempre a la cultura burguesa de la que forma parte. El 'internacionalismo proletario' se desliga de la cultura burguesa al establecer un vínculo horizontal entre la clase proletaria internacional a diferencia del vínculo vertical de la nacionalidad que incluye a todas las clases. Aceptar la autonomía nacional cultural implicaría acercar al pueblo a su burguesía; a diferencia de la autonomía regional, que sí respetaría el internacionalismo proletario a la vez que el derecho de las naciones a la autodeterminación.
Esto no significa que la cultura nacional deba ser abandonada completamente en favor de una sola cultura y una sola lengua. Lenin desaprueba la implantación artificial de una lengua en otra cultura:

Ningún demócrata, y con mayor razón ningún marxista, niega la igualdad de derechos de los idiomas o la necesidad de polemizar en el idioma propio con la burguesía "propia" y de propagar las ideas anticlericales o antiburguesas entre los campesinos y los pequeños burgueses "propios".

La atención a la cultura en la que el movimiento proletario se propaga debe ser tomada en cuenta. Sin embargo, esto no significa tomar al medio por el fin, al vehículo de la emancipación (la cultura nacional) por la emancipación misma (la revolución proletaria). La cultura nacional está inevitablemente permeada por la cultura burguesa, por lo que concebir el campo de la contienda política bajo otra perspectiva sería caer en el idealismo. La forma propiamente materialista de enfrentar la cuestión nacional es rechazándola por sus elementos burgueses:

Lo que determina el significado de la consigna de "cultura nacional" no son las promesas o los buenos propósitos de tal o cual intelectualillo de "interpretarla" "como vehículo de la cultura internacional". Considerar así las cosas equivaldría a caer en un subjetivismo pueril. El significado de la consigna de cultura nacional lo determina la correlación objetiva entre todas las clases del país dado y de todos los países del mundo.

Este rechazo, desde una perspectiva materialista, no puede ignorar las condiciones culturales en que se encuentra por lo que debe emplearlas para llevar el discurso proletario. El idealismo se detecta en privilegiar lo nacional sobre la clase. 
Para Lenin:

el capitalismo en desarrollo conoce dos tendencias históricas en el problema nacional. La primera es el despertar de la vida nacional y de los movimientos nacionales, la lucha contra toda opresión nacional y la creación de Estados nacionales. La segunda es el desarrollo y multiplicación de las relaciones de todo tipo entre las naciones, el derrumbamiento de las barreras nacionales, la formación de la unidad internacional del capital, de la vida económica en general, de la política, de la ciencia, etc. Ambas tendencias son una ley universal del capitalismo... El programa nacional de los marxistas tiene presentes ambas tendencias: primero, defiende la igualdad de derechos de las naciones y de los idiomas –y también el derecho de las naciones a la autodeterminación y considera inadmisible la existencia de cualesquiera privilegios en este aspecto; segundo, propugna el principio del internacionalismo y la lucha implacable por evitar que el proletariado se contamine de nacionalismo burgués, aun del más sutil.

Los liberales y socialdemócratas, según Lenin, han esgrimido el argumento en contra de la asimilación como forma de reivindicación de las demandas de autonomía nacional. La asimilación es entendida por estos como la aniquilación de la cultura propia, como una forma de violencia contra las tradiciones y las costumbres arraigadas. Lenin, en cambio, ve en la asimilación, desprovista de sus elementos violentos, un efecto progresivo en la medida en que propicia el advenimiento del capitalismo. 

Pero, ¿queda algo real en el concepto "asimilación" si excluimos toda violencia y toda desigualdad?
  Sí, desde luego. Queda la tendencia histórica universal del capitalismo a romper las barreras nacionales, a borrar las diferencias nacionales, a llevar las naciones a la asimilación, tendencia que cada decenio se manifiesta con mayor pujanza y constituye uno de los más poderosos motores de la transformación del capitalismo en socialismo.

Todos los argumentos anteriores convergen en el último apartado en el que Lenin argumenta la necesidad de un Estado centralizado. La autonomía nacional es una forma de disgregación no sólo cultural, sino también económica. Con la fragmentación cultural se pierde el sentido de la unificación económica que une a todas las luchas políticas. La división geopolítica en varias naciones propiciaría una conciencia de la propia nacionalidad y de la política dividida de la economía. De la misma forma el estado centralizado generaría una conciencia política unificada bajo la economía. 

Los marxistas, como es natural, están en contra de la federación y la descentralización, por el simple motivo de que el capitalismo exige para su desarrollo Estados que sean lo más extensos y lo más centralizados. En igualdad de las demás condiciones, el proletariado consciente abogará siempre por un Estado más grande. Luchará siempre contra el particularismo medieval, aplaudirá siempre la más estrecha cohesión económica de grandes territorios, en los que se pueda desarrollar ampliamente la lucha del proletariado contra la burguesía.

Para Lenin, se trata de centralismo democrático, que incluye necesariamente las autonomías territoriales:

El centralismo democrático no sólo no descarta la autonomía local, es decir, la autonomía de las regiones, que se distinguen por sus especiales condiciones económicas y de vida, por una especial composición nacional de la población, etc., sino que, por el contrario, reclama imperiosamente una y otra... no se puede concebir un Estado moderno verdaderamente democrático que no conceda semejante autonomía a toda región con peculiaridades económicas y de vida en cierto grado substanciales, con una población de determinada composición nacional, etc. El principio del centralismo, indispensable para el desarrollo capitalista, lejos de verse socavado por tal autonomía (local y regional), por el contrario, gracias a ella precisamente es puesto en práctica de un modo democrático y no burocrático. Sin esa autonomía, que facilita la concentración de los capitales, el desarrollo de las fuerzas productivas y la cohesión de la burguesía y del proletariado en todo el país, sería imposible, o por lo menos se vería muy entorpecido... pues la injerencia burocrática en las cuestiones puramente locales (regionales, nacionales, etc.) es, en general, uno de los mayores obstáculos para el desarrollo económico y político y, en particular, uno de los obstáculos que se oponen al centralismo en las cuestiones serias, grandes y fundamentales.

Es de notar la insistencia de Lenin en la necesidad de generar las condiciones para el desarrollo del capitalismo, tanto en cuanto a la organización del Estado como en el desarrollo de la asimilación cultural. Esto se debe a que Lenin escribe en un periodo anterior a la Revolución Rusa por lo que el desarrollo del capitalismo y su tendencia, según Lenin, a romper las barreras nacionales es un buen índice del progreso inminente hacia el socialismo. La transición entre capitalismo y socialismo está precedida por la transición entre lo medieval y lo capitalista, entre el mujik y el proletario. Lenin ve en la tendencia de la centralización estatal un elemento progresivo del capitalismo en su transición al socialismo.